# Keffa
La zone Keffa (parfois transcrit Kafa ou Kaffa, aussi appelée Keficho) est l'une des zones de la région Éthiopie du Sud-Ouest. Elle reprend une partie de l'ancienne zone Keficho Shekicho.

## Géographie
- zone Keffa
- Omo
- Gojeb

Limitrophe des régions Oromia et Éthiopie du Sud, la zone Keffa est bordée dans la région Éthiopie du Sud-Ouest par la zone Konta au sud-est, par les zones Mirab Omo et Bench Sheko au sud-ouest, par la zone Sheka à l'ouest.
La limite nord-est de la zone suit approximativement le cours de la rivière Gojeb en regard de la région Oromia tandis que son extrémité sud longe l'Omo en regard de la région Éthiopie du Sud. Une grande partie de la zone est ainsi dans le bassin versant de l'Omo.
En revanche son extrémité nord et son extrémité ouest sont dans le bassin du Nil Blanc notamment par les rivières Geba et Gilo qui débouchent respectivement dans le Baro et dans le Pibor.
Bonga est la principale ville et le centre administratif de la zone.
Terre d'origine des caféiers, la zone Keffa abrite une grande diversité de Coffea arabica sauvage et comprend la moitié des forêts éthiopiennes subsistantes dans l'étage montagnard[réf. souhaitée].

## Histoire
Le nom de Keffa dérive de celui du royaume de Kaffa conquis par l'empire éthiopien en 1897.
Au XXe siècle, Bonga est la capitale de l'awraja Kefa au centre de la province de Kaffa dissoute en 1995 dont la capitale est Jimma. L'actuelle zone Keffa reprend d'ailleurs une grande partie du territoire de cet awraja.
Les zones Keffa et Sheka, regroupées sous le nom de « Keficho Shekicho » de la fin des années 1990 au début des années 2000[à vérifier], font partie de la région des nations, nationalités et peuples du Sud jusqu'au référendum de 2021 sur la création d'une région d'Éthiopie du Sud-Ouest et à la création effective de la nouvelle région le 23 novembre 2021. Les zones Keffa et Sheka font dès lors partie de la région Éthiopie du Sud-Ouest et Bonga devient la capitale régionale.

## Woredas
Au recensement de 2007 et jusque dans les années 2010, la zone Keffa est composée de onze woredas, :
- Bita ;
- Bonga ;
- Chena ;
- Cheta ;
- Decha ;
- Gesha (ou Gesha Deka) ;
- Gewata ;
- Gimbo ;
- Menjiwo ;
- Sayilem ;
- Telo (ou Tulo).

Menjiwo prend le nom d'Adiyo au début des années 2020 tandis que Shisho Ande et Wacha se détachent de Chena et Goba se détache de Decha, ce qui porte la zone Keffa à quatorze woredas en 2021 sans changement notable de périmètre,.

## Démographie
D'après le recensement national de 2007 réalisé par l'Agence centrale de la statistique (Éthiopie), la zone Keffa compte 874 716 habitants et 7 % de la population est urbaine.
La plupart des habitants (83 %) ont pour langue maternelle le kafa, 5 % le bench, 4 % l'amharique, 3% l'oromo, 1 % le chara (en) et 0,9 % le kambatta.
La majorité des habitants (61 %) sont orthodoxes, 25 % sont protestants, 6 % sont musulmans, 5 % sont de religions traditionnelles africaines et 2% sont catholiques.
La principale agglomération de la zone est Bonga avec 20 858 habitants en 2007, suivie par Wacha avec 10 499 habitants, Chiri avec 5 460 habitants et Bufa avec 4 022 habitants.
| Woreda     | Population 2007 | Agglomérations              |
| ---------- | --------------- | --------------------------- |
| Bita       | 74 577          | Bita Genet                  |
| Bonga      | 20 858          | Bonga                       |
| Chena      | 158 449         | Wacha, Shishinda            |
| Cheta      | 32 619          | Shama                       |
| Decha      | 128 887         | Chiri                       |
| Gesha Deka | 85 104          | Daka                        |
| Gewata     | 72 473          | Konda                       |
| Gimbo      | 89 892          | Bufa, Gojeb, Wushwush, Dire |
| Menjiwo    | 107 731         | Kaka Ediget                 |
| Sayilem    | 40 874          | Yadota                      |
| Telo       | 63 252          | Ada                         |

En 2022, la population de la zone est estimée à 1 228 253 personnes avec une densité de population d'environ 115 personnes par km2 et 10 637 km2 de superficie.